# CS Sfaxien
Club sportif sfaxien, zkráceně CS Sfaxien či CSS, je tuniský fotbalový klub z města Sfax. Hraje tuniskou nejvyšší ligu Championnat de Tunisie. Hraje na stadionu Stade Taïeb Mhiri. Barvami jsou černá a bílá.

## Historie
Klub byl založen roku 1928 pod názvem Club tunisien a měl zeleno-červené pruhované dresy.
V roce 1947 postoupil do 1. ligy.
Roku 1962 se klub přejmenoval na Club sportif sfaxien a dresy změnil na černo-bílé pruhované.

## Úspěchy
- Tuniská 1. liga (8): 1968–69, 1970–71, 1977–78, 1980–81, 1982–83, 1994–95, 2004–05, 2012–13
- Tuniský pohár (5): 1970–71, 1994–95, 2003–04, 2008–09, 2018-2019
- Tuniský ligový pohár (1): 2003
- Konfederační pohár CAF (3): 2007, 2008, 2013
- Pohár CAF (1): 1998
- Arabský Pohár mistrů (2): 2000, 2003–04
- Severoafrický Pohár vítězů pohárů (1): 2009